# Ernst Pepping
Ernst Pepping (ur. 12 września 1901 w Duisburgu, zm. 1 lutego 1981 w Berlinie) – niemiecki kompozytor.

## Życiorys
W latach 1922–1926 uczył się kompozycji u Waltera Gmeindla w Hochschule für Musik w Berlinie. W 1926 roku debiutował na festiwalu w Donaueschingen. Początkowo działał w Mülheim an der Ruhr. Od 1934 roku uczył w szkole muzyki kościelnej w Spandau. W latach 1953–1968 wykładał także w berlińskiej Hochschule für Musik.
Był członkiem Akademie der Künste w Berlinie Zachodnim (1955) i monachijskiej Bayerische Akademie der Schönen Künste. Doktor honoris causa Wolnego Uniwersytetu Berlińskiego (1961). Był autorem prac Stilwende der Musik (wyd. Moguncja 1934) oraz Der polyphone Satz (tom I Der cantus-firmus-Satz wyd. Berlin 1943, 2. wydanie 1950; tom II Übungen im doppelten Kontrapunkt und im Kanon wyd. Berlin 1957).

## Twórczość
Początkowo pod wpływem Paula Hindemitha uprawiał agresywny modernizm, później zwrócił się jednak ku muzyce chóralnej o charakterze przede wszystkim religijnym, którą uprawiał przez większość życia. Uważany jest za najwybitniejszego przedstawiciela współczesnej protestanckiej muzyki religijnej. Jego twórczość ma charakter neobarokowy, przejawiający się w polifonicznym charakterze oraz licznych nawiązaniach do muzyki baroku w zakresie rozwiązań formalnych. W utworach wokalnych i organowych posługiwał się techniką cantus firmus.

## Kompozycje
(na podstawie materiałów źródłowych)

### Utwory orkiestrowe
- Prelude (1929)
- Invention (1930)
- Partita (1934)
- Lust hab ich g’habt zur Musika: Variationen zu einem Liedsatz von Senfl (1937)
- 3 symfonie (I 1939, II 1942, III „Die Tageszeiten” 1944)
- Serenade (1944–1945)
- Wariacje (1949)
- Koncert fortepianowy (1950)
- 2 Orchesterstücke über eine Chanson des Binchois (1958)

### Utwory kameralne
- Suita na saksofon, trąbkę i puzon (1926)
- Wariacje i suita na 2 skrzypiec (1932)
- Kwartet smyczkowy (1943)
- Sonata na flet i fortepian (1958)

### Utwory fortepianowe
- Sonatina (1931)
- 4 sonaty (1937–1945)
- Fantazje (1945)
- Wariacje (1948)

### Utwory organowe
- Grosses Orgelbuch (3 tomy, 1939)
- Kleines Orgelbuch (1940)
- Toccata i fuga (1941)
- 2 koncerty organowe (1941)
- 3 fugi na temat B-A-C-H (1943)
- Böhmisches Orgelbuch (1953)
- 3 partity (I „Ach wie flüchtig” 1953, II „Wer weiss, wie nahe mir mein Ende” 1953, III „Mit Fried und Freund” 1953)
- Hymny (1954)
- 12 przygrywek chorałowych (1958)
- Sonata (1958)
- Preludia i postludia do 18 chorałów (1969)

### Utwory na chór a cappella
- Deutsche Chorelmesse (1928)
- Sprüche und Lieder (1930)
- Choralbuch (1931)
- Spandauer Choralbuch (20 tomów, 1935–1938)
- 3 Evangelienmotetten (1938)
- Lob der Träne (1940)
- 33 Volkslieder na chór żeński lub chór dziecięcy (1943)
- Missa „Dona nobis pacem” (1948)
- Passionbericht des Matthäus (1950)
- Die wandelnde Glocke (1952)
- Liedmotetten nach Wiesen der Böhmischen Brüder (1953)
- Die Weihnachtsgeschichte des Lukas (1959)
- Gesänge der Böhmischen Brüder in Variationen (1963)
- Aus hartem Weh die Menschheit klagt (1964)
- Deines Lichtes Glanz (1967)

### Utwory wokalno-instrumentalne
- O Haupt voll Blut und Wunden na alt lub baryton i orkiestrę (1949)
- Te Deum na głosy solowe, chór i orkiestrę (1956)
- Psalm CXXXIX na alt, chór i orkiestrę (1964)